# Psamético III
Anjkaenra Psametiko, Psamético III, Psaménito (griego Ψαμμήνιτος), hijo de Amosis II, fue el último faraón de la XXVI dinastía egipcia. Su reinado transcurrió de 526 a 525 a. C.
Manetón lo denomina Psammejerites y comenta que reinó seis meses, según Julio Africano en la versión del monje Jorge Sincelo. Eusebio de Cesarea no le cita. 

## Biografía
Psamético III era hijo del faraón Amosis II y una de sus esposas, la reina Takheta, a pesar de que su nombre implica un lazo a su madrastra y a los previos elementos de la dinastía que su padre había destronado. Sucedió a su padre como faraón en el año 526 a. C., cuando Amosis murió después de un largo y próspero reinado de aproximadamente 44 años. Según Heródoto tuvo un hijo llamado Amosis,y una esposa e hija, ambas sin nombre en sus documentos.

### Reinado

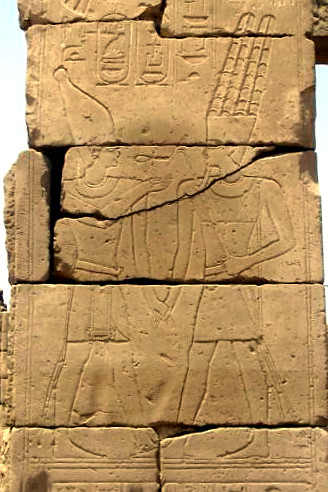
Psamético III venerando al dios Amón. Bajorrelieve en Karnak.

Aunque el joven e inexperto faraón probablemente hizo lo mejor que pudo para defender su país de la invasión, Egipto no era rival para los persas. Después que el ejército persa, dirigido por el rey aqueménida de Persia Cambises II, cruzó el Sinaí y el desierto con la ayuda de los árabes, se luchó una sangrienta batalla cerca de Pelusio, una ciudad en la frontera oriental de Egipto, en el año 525 a. C.    
Una vez derrotado en la batalla de Pelusio, fue traicionado por uno de sus aliados, el mercenario griego Fanes de Halicarnaso, y huyó a Menfis. Luego de la caída de Menfis, el sumo sacerdote de Tanis y comandante máximo de la flota naval Uadjorrense traiciona a Psamético III pasándose al bando persa. Posteriormente Darío recompensaría a Uadjorrense nombrándole médico personal y escuchando sus consejos para reinar sobre el Egipto aqueménida.  
Los persas capturaron la ciudad de Menfis luego de un largo asedio, y capturaron a Psamético III poco después. Cambises ordenó la ejecución pública de dos mil de sus principales ciudadanos, entre los cuales, supuestamente, estaba el hijo del faraón. En la actualidad los historiadores desconfían de los relatos de Heródoto, debido a que les fueron narrados por los sacerdotes y otros funcionarios afectados en sus ingresos por la invasión persa.

### Cautiverio y ejecución

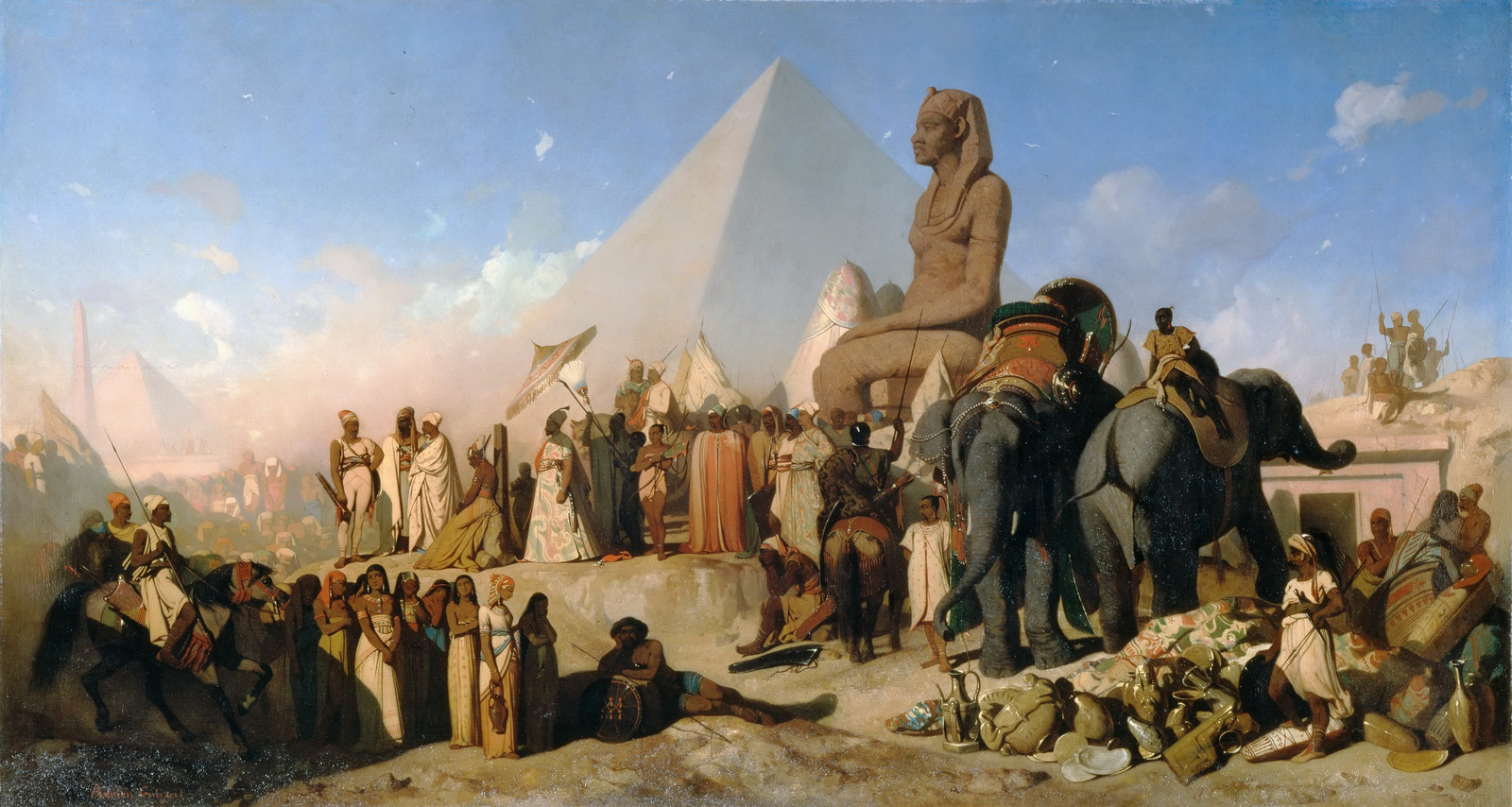
Psamético III ante Cambises II. Louvre.

En el libro III de las Historias, Heródoto cuenta que tras ser derrotado por los persas, Cambises quiso poner a prueba su carácter. Para ello, lo ató con cadenas y le hizo presenciar cómo su hija era humillada al ser enviada a buscar agua al Nilo como una sirvienta y posteriormente esclavizada; su hijo fue igualmente obligado a desfilar encadenado junto a otros dos mil prisioneros de la nobleza, a quienes habían colocado un freno en la boca, como si fueran reses, antes de ser ejecutados. Psamético III, siempre según Heródoto (Libro III, 1-15), fue tratado según una costumbre persa que respetaba y utilizaba para sus propios fines imperiales a los hijos de los reyes derrotados (puesto que la guerra la habían comenzado los persas contra su padre Amosis II). Por ello fue llevado en cadenas junto a Cambises, donde al principio se lo trató bien. Después de un tiempo, Psamético III tramó una rebelión contra Cambises, fue descubierto y se suicidó, según Heródoto, bebiendo sangre de toro.
Con el fin del reinado de Psamético III se cierra un período conocido en la historia del Antiguo Egipto como Baja Época. Si bien Psamético III no fue el último faraón egipcio la independencia de Egipto fue breve. La monarquía egipcia a diferencia de otras asiáticas no se conformó con el vasallaje al rey persa, y junto con las ciudades griegas que libraron las guerras médicas, Egipto fue un constante dolor de cabeza para el Imperio Persa aqueménida hasta sus últimos días.

## Testimonios de su época
- Bajorrelieve en el templo de Karnak
- Mencionado en una estatua del Museo Egipcio Gregoriano de los Museos Vaticanos, n.º 158 (Posener)

## Titulatura
| Titulatura | Jeroglífico | Transliteración (transcripción) - traducción - (referencias) |

| N5 | S34 | D28 |

| N5 | S34 | D28 |

| N5 | S34 | D28 |

| N5 | S34 | D28 |

| N5 | S34 | D28 |

| N5 | S34 | D28 |

| N5 | S34 | D28 |

| N5 | S34 | D28 |

| N5 | S34 | D28 |

| N5 | S34 | D28 |

| N5 | S34 | D28 |

| N5 | S34 | D28 |

| N5 | S34 | D28 |

| N5 | S34 | D28 |

| N5 | S34 | D28 |

| N5 | S34 | D28 |

| N5 | S34 | D28 · n |

| N5 | S34 | D28 · n |

| N5 | S34 | D28 · n |

| N5 | S34 | D28 · n |

| N5 | S34 | D28 · n |

| N5 | S34 | D28 · n |

| N5 | S34 | D28 · n |

| N5 | S34 | D28 · n |

| N5 | S34 | D28 · n |

| N5 | S34 | D28 · n |

| N5 | S34 | D28 · n |

| N5 | S34 | D28 · n |

| N5 | S34 | D28 · n |

| N5 | S34 | D28 · n |

| N5 | S34 | D28 · n |

| N5 | S34 | D28 · n |

| p | s | m | T · V31 |

| p | s | m | T · V31 |

| p | s | m | T · V31 |

| p | s | m | T · V31 |

| p | s | m | T · V31 |

| p | s | m | T · V31 |

| p | s | m | T · V31 |

| p | s | m | T · V31 |

| p | s | m | T · V31 |

| p | s | m | T · V31 |

| p | s | m | T · V31 |

| p | s | m | T · V31 |

| p | s | m | T · V31 |

| p | s | m | T · V31 |

| p | s | m | T · V31 |

| p | s | m | T · V31 |